# Echinogorgia
Echinogorgia är ett släkte av koralldjur. Echinogorgia ingår i familjen Plexauridae.

## Dottertaxa tillEchinogorgia, i alfabetisk ordning[1]
- Echinogorgia abietina
- Echinogorgia armata
- Echinogorgia asper
- Echinogorgia aurantiaca
- Echinogorgia cerea
- Echinogorgia complexa
- Echinogorgia flabellum
- Echinogorgia flexilis
- Echinogorgia flora
- Echinogorgia furfuracea
- Echinogorgia gracillima
- Echinogorgia granifera
- Echinogorgia humilis
- Echinogorgia macrospiculata
- Echinogorgia mertoni
- Echinogorgia modesta
- Echinogorgia multispinosa
- Echinogorgia noumea
- Echinogorgia pinnata
- Echinogorgia ramulosa
- Echinogorgia rebekka
- Echinogorgia reticulata
- Echinogorgia ridleyi
- Echinogorgia sassapo
- Echinogorgia sphaerophora
- Echinogorgia spinosa
- Echinogorgia studeri
- Echinogorgia toombo
- Echinogorgia umbratica
- Echinogorgia verrucosa